# Franz Ferdinand Benary
Franz Ferdinand Benary (Kassel, 22 marzo 1805 – Berlino, 7 febbraio 1880) è stato un orientalista tedesco.

## Biografia
A partire dal 1824 Benary studiò teologia e lingue orientali nelle università di Bonn, Halle e Berlino. È stato uno dei discepoli di Wilhelm Gesenius. Nel 1829 ottenne l'abilitazione per insegnare lingue orientali all'Università di Berlino, dove nel 1831 fu nominato professore associato di esegesi dell'Antico Testamento.
Nel campo della politica fu un illustre membro del Fortschrittspartei. Insieme allo storico dell'arte Heinrich Gustav Hotho, al teologo Wilhelm Vatke, al filosofo Karl Ludwig Michelet e a suo fratello minore, il filologo classico, Agathon Benary, fu un membro di spicco della fazione riformista liberale del partito.